# شاه‌مرغ غربی
شاه‌مرغ غربی (نام علمی: Tyrannus verticalis) نام یک گونه از سرده شاه‌مرغ است.